# Grupa SO(2)
Grupa SO(2), specjalna grupa ortogonalna rzędu 2 – grupa macierzy ortogonalnych stopnia 2 o wyznaczniku 1. Macierze te mają postać
{\displaystyle M={\begin{pmatrix}x&-y\\y&x\end{pmatrix}},}
gdzie:
{\displaystyle x,y\in R} oraz {\displaystyle x^{2}+y^{2}=1} (ostatni warunek gwarantuje, że {\displaystyle \det M=1}).
Działaniem grupowym jest operacja mnożenia macierzy.

## Parametryzacja grupy SO(2)
Grupa ta jest parametryzowalna przez parametr {\displaystyle \phi \in [0,2\pi ]{:}}
{\displaystyle M(\phi )={\begin{pmatrix}\cos(\phi )&-\sin(\phi )\\\sin(\phi )&\cos(\phi )\end{pmatrix}}.}
Parametrowi {\displaystyle \phi } można nadać sens kąta obrotu na płaszczyźnie. Grupa SO(2) jest więc grupą obrotów na płaszczyźnie.
Grupa macierzy SO(2) jest izomorficzna z grupą liczb zespolonych o module 1, tj. z grupą liczb postaci {\displaystyle e^{i\phi }.}

## Grupa Liego SO(2)
Grupa macierzy SO(2) z nawiasem Liego zadanym przez komutator
{\displaystyle \left[A_{1},A_{2}\right]=A_{1}A_{2}-A_{2}A_{1}}
staje się grupą Liego {\displaystyle SO(2).} Generatorem tej grupy jest macierz
{\displaystyle G={\begin{bmatrix}0&-1\\1&0\end{bmatrix}}.}
Każdą macierz grupy {\displaystyle SO(2)} wymiaru {\displaystyle 2\times 2} można otrzymać z eksponenty generatora, mnożonego przez parametr {\displaystyle \phi }
{\displaystyle M(\phi )=e^{\phi \,G}.}